# هارولد باتلر
هارولد باتلر (12 مارس 1913 - 17 يوليو 1991) (بالإنجليزية: Harold Butler)‏ هو لاعب كريكت بريطاني (وحمل سابقاً جنسية المملكة المتحدة لبريطانيا العظمى وأيرلندا). شارك مع منتخب إنجلترا للكريكت.

## وصلات خارجية
- هارولد باتلر على موقع إي آس بي آن كريك إنفو (الإنجليزية)